# Echallens (gemeente)
Echallens is een gemeente in het district Echallens van het kanton Vaud, Zwitserland en maakt sinds 1 januari 2008 deel uit van het district Gros-de-Vaud. Voor 2008 was Echallens de hoofdplaats van het gelijknamige district.

## Geboren
- Xavier Gottofrey (1802-1868), advocaat, rechter, hoogleraar en politicus
- Michel Mayor (1942-), professor aan de faculteit astronomie van de Universiteit van Genève en Nobelprijswinnaar 2019

## Galerij

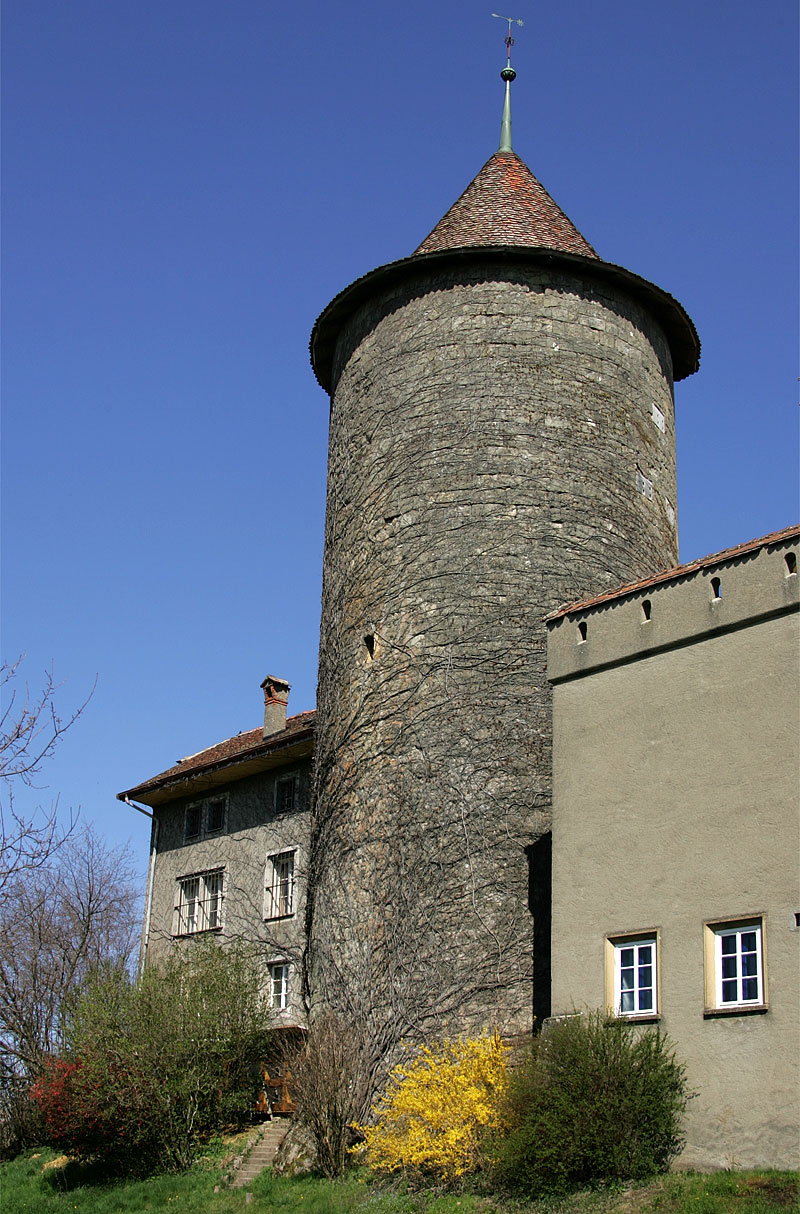
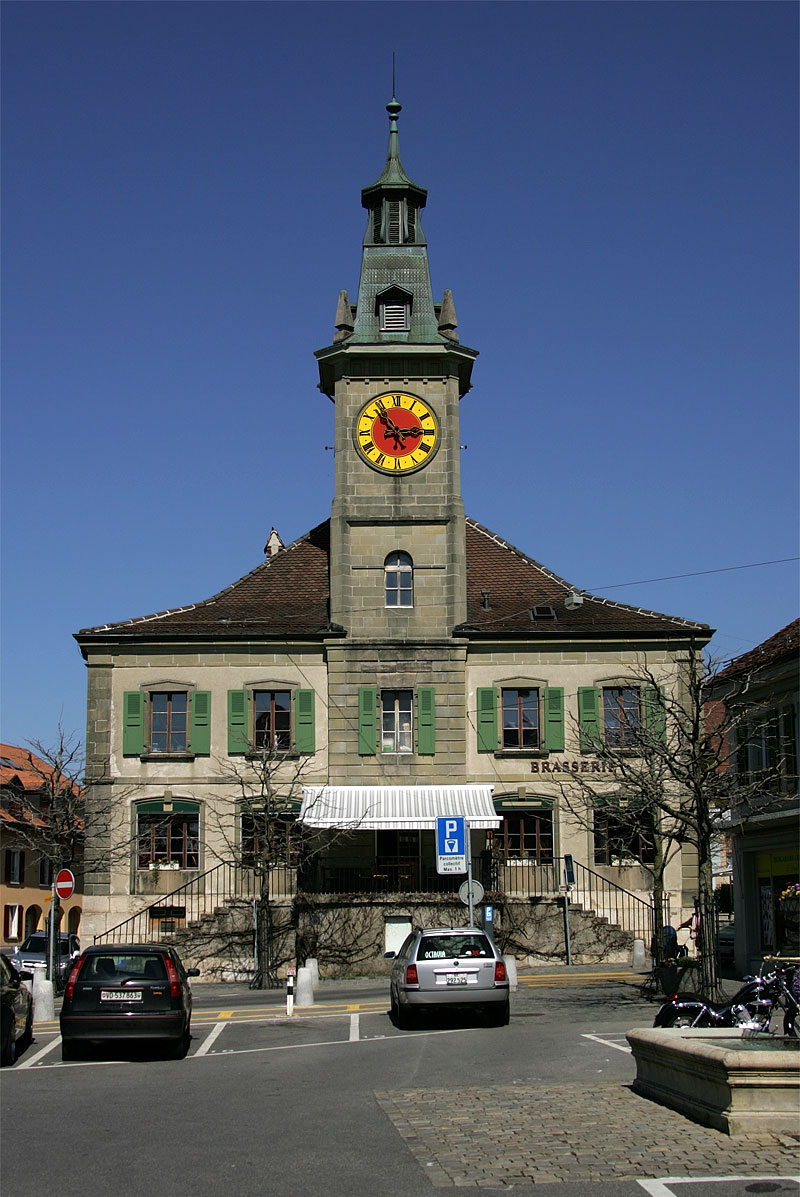
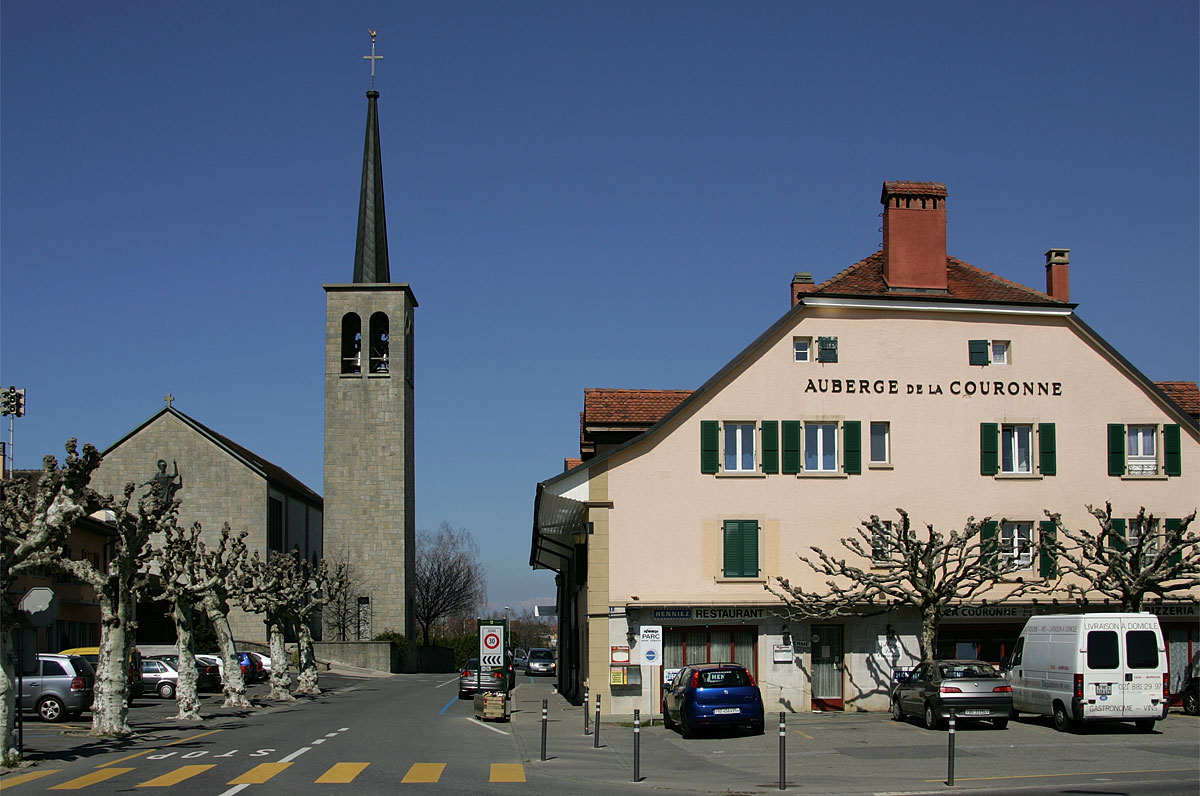
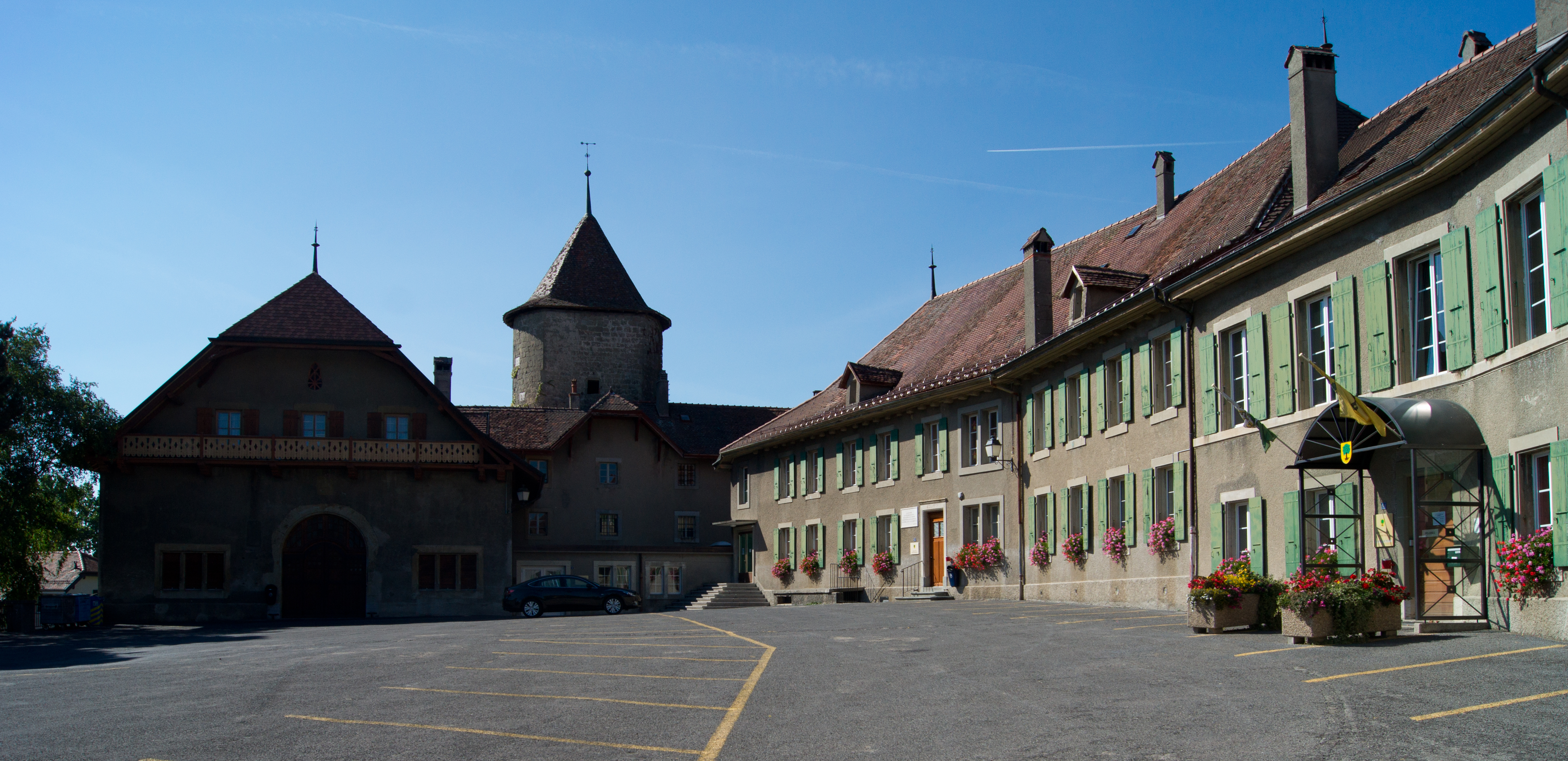
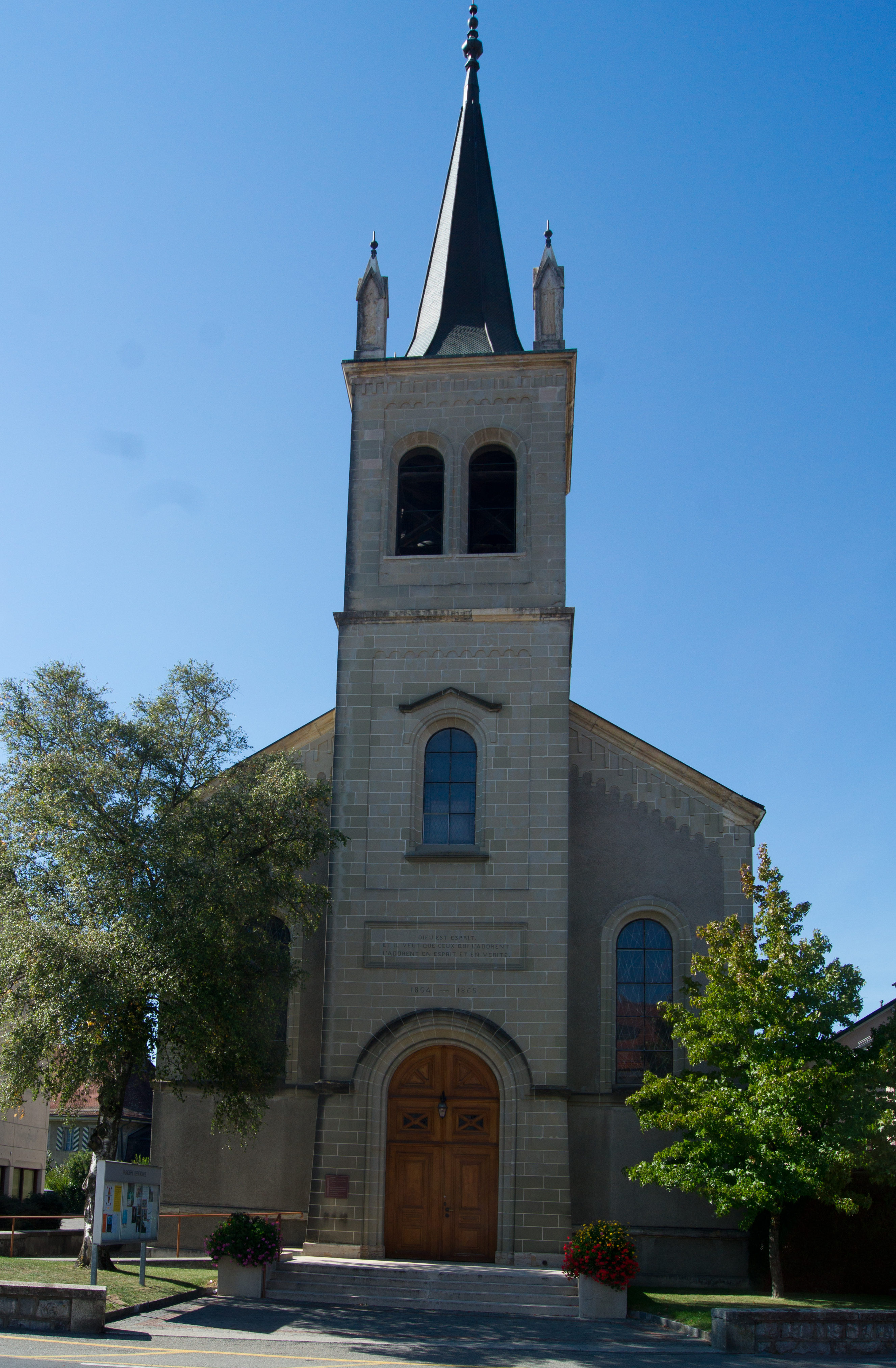

Assens · Bercher · Bettens · Bottens · Boulens · Bournens · Boussens · Bretigny-sur-Morrens · Cugy · Daillens · Echallens · Essertines-sur-Yverdon · Etagnières · Fey · Froideville · Goumoëns · Jorat-Menthue · Lussery-Villars · Mex · Montanaire · Montilliez · Morrens · Ogens · Oppens · Oulens-sous-Echallens · Pailly · Penthalaz · Penthaz · Penthéréaz · Poliez-Pittet · Rueyres · Saint-Barthélemy · Sullens · Villars-le-Terroir · Vuarrens · Vufflens-la-Ville
- Gemeinsame Normdatei: 4568256-2
- Historisch woordenboek van Zwitserland: 002361
- Library of Congress Control Number: n85137375
- Virtual International Authority File: 127907290